# Ge Fei (bádminton)
Ge Fei (en chino: 葛菲; Nantong, 9 de octubre de 1975) es una deportista china que compitió en bádminton, en las modalidades de dobles y dobles mixto. Su esposo, Sun Jun, también compitió en bádminton.
Participó en dos Juegos Olímpicos de Verano, obteniendo dos medallas de oro en la prueba de dobles, en Atlanta 1996 (junto con Gu Jun) y en Sídney 2000 (con Gu Jun). Ganó cinco medallas en el Campeonato Mundial de Bádminton entre los años 1995 y 1999.

## Palmarés internacional
| Juegos Olímpicos   | Juegos Olímpicos         | Juegos Olímpicos  | Juegos Olímpicos |
| Año                | Lugar                    | Medalla           | Prueba           |
| ------------------ | ------------------------ | ----------------- | ---------------- |
| 1996               | Atlanta (Estados Unidos) | Medalla de oro    | Dobles           |
| 2000               | Sídney (Australia)       | Medalla de oro    | Dobles           |
| Campeonato Mundial |                          |                   |                  |
| Año                | Lugar                    | Medalla           | Prueba           |
| 1995               | Lausana (Suiza)          | Medalla de bronce | Dobles mixto     |
| 1997               | Glasgow (Reino Unido)    | Medalla de oro    | Dobles           |
| 1997               | Glasgow (Reino Unido)    | Medalla de oro    | Dobles mixto     |
| 1999               | Copenhague (Dinamarca)   | Medalla de oro    | Dobles           |
| 1999               | Copenhague (Dinamarca)   | Medalla de bronce | Dobles mixto     |